# Alexander Joseph Daiwaille
Alexander Joseph Daiwaille, né le 21 janvier 1818 à Amsterdam et mort le 30 septembre 1888 à Schaerbeek, est un portraitiste néerlandais.

## Biographie

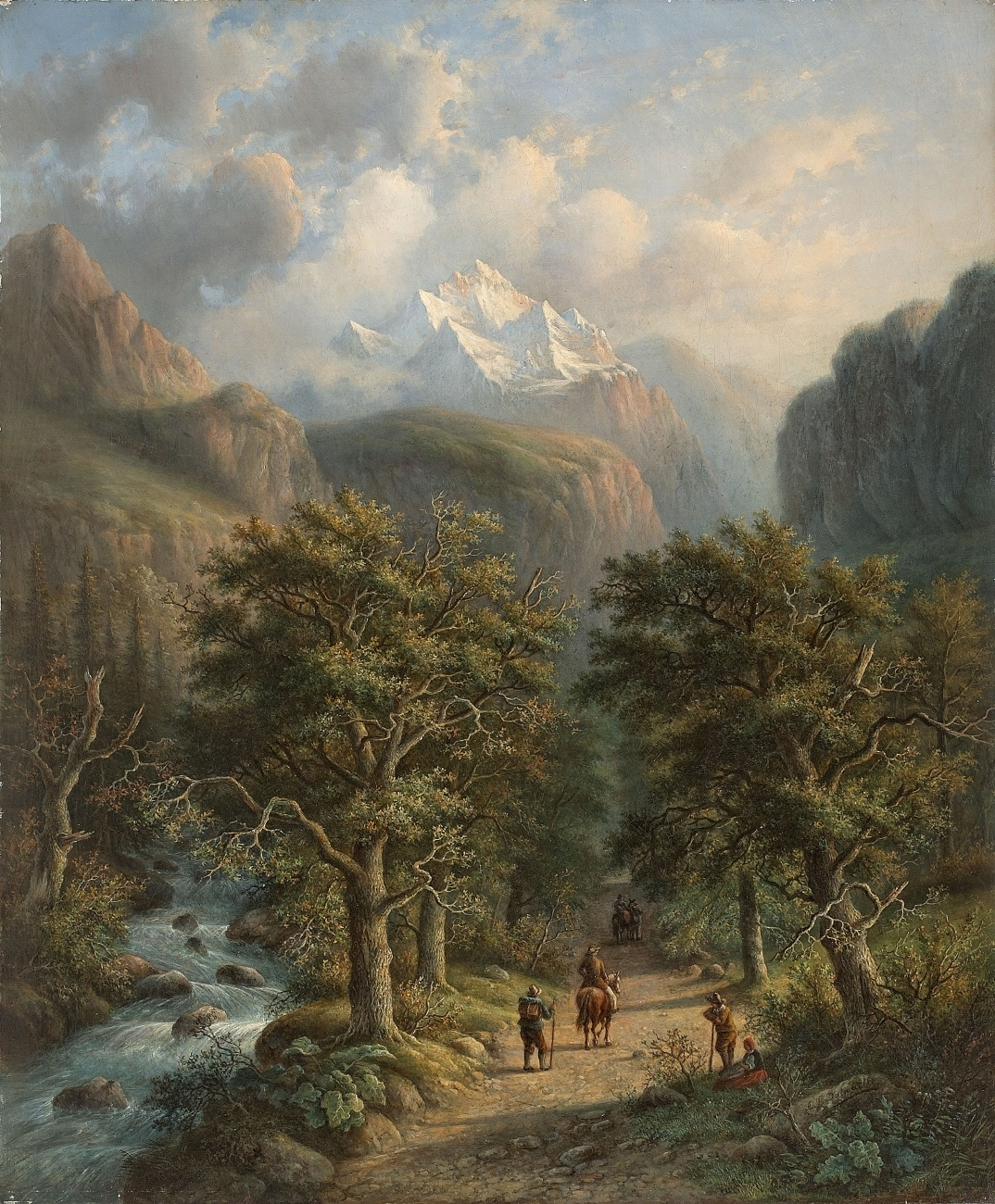
Paysage de montagne par Alexander Joseph Daiwaille

Alexander Joseph Daiwaille nait à Amsterdam le 21 janvier 1818. Son père, Jean Augustin Daiwaille, est un peintre de portrait et de natures mortes reconnu. Il est également directeur de l'Académie des Beaux-Arts d'amsterdam à partir de 1820. Alexander Joseph Daiwaille suit une formation auprès de son père, puis chez son beau-frère Barend Cornelis Koekkoek,.
Il vit à Amsterdam avec son père jusqu'en 1833, puis il voyage entre plusieurs villes des Pays-Bas. En 1840, il poursuit son voyage en Allemagne, dans la région du Rhin, avant de finalement s'installer à Clèves et de se mettre à travailler avec Barend Cornelis Koekkoek. Il y travaille particulièrement les paysages et suit le style de son maître. À partir de 1849, il déménage à Bruxelles. Il y fait la connaissance d'Eugène Verboeckhoven avec qui il produit plusieurs collaborations dans lesquelles le peintre animaliste illustre des animaux et des personnages. Il meurt à Bruxelles le 30 septembre 1888,.
On retrouve quelques peintures d'Alexander Joseph Daiwaille au sein du Rijksmuseum Amsterdam ainsi qu'au musée des beaux-arts de Clèves. Cependant, l'essentiel de ses productions se trouvent au sein de collections privées.